# Anita (1880)
El Anita fue un buque de vapor que sirvió como transporte en la Armada Argentina durante la Revolución de 1880.

## Historia
El vapor fluvial de matrícula mercante Anita fue confiscado en el Riachuelo por el gobierno de la República Argentina al estallar en junio de 1880 la revolución encabezada por el gobernador de la provincia de Buenos Aires Carlos Tejedor.
Durante el breve conflicto fue afectada al movimiento de tropas federales y pertrechos. 
Finalizado el movimiento, el Anita fue restituido a sus propietarios.
Otro vapor de igual nombre había servido en la Armada durante la Revolución de 1874.